# St.-Johannis-Kirche (Petersdorf auf Fehmarn)

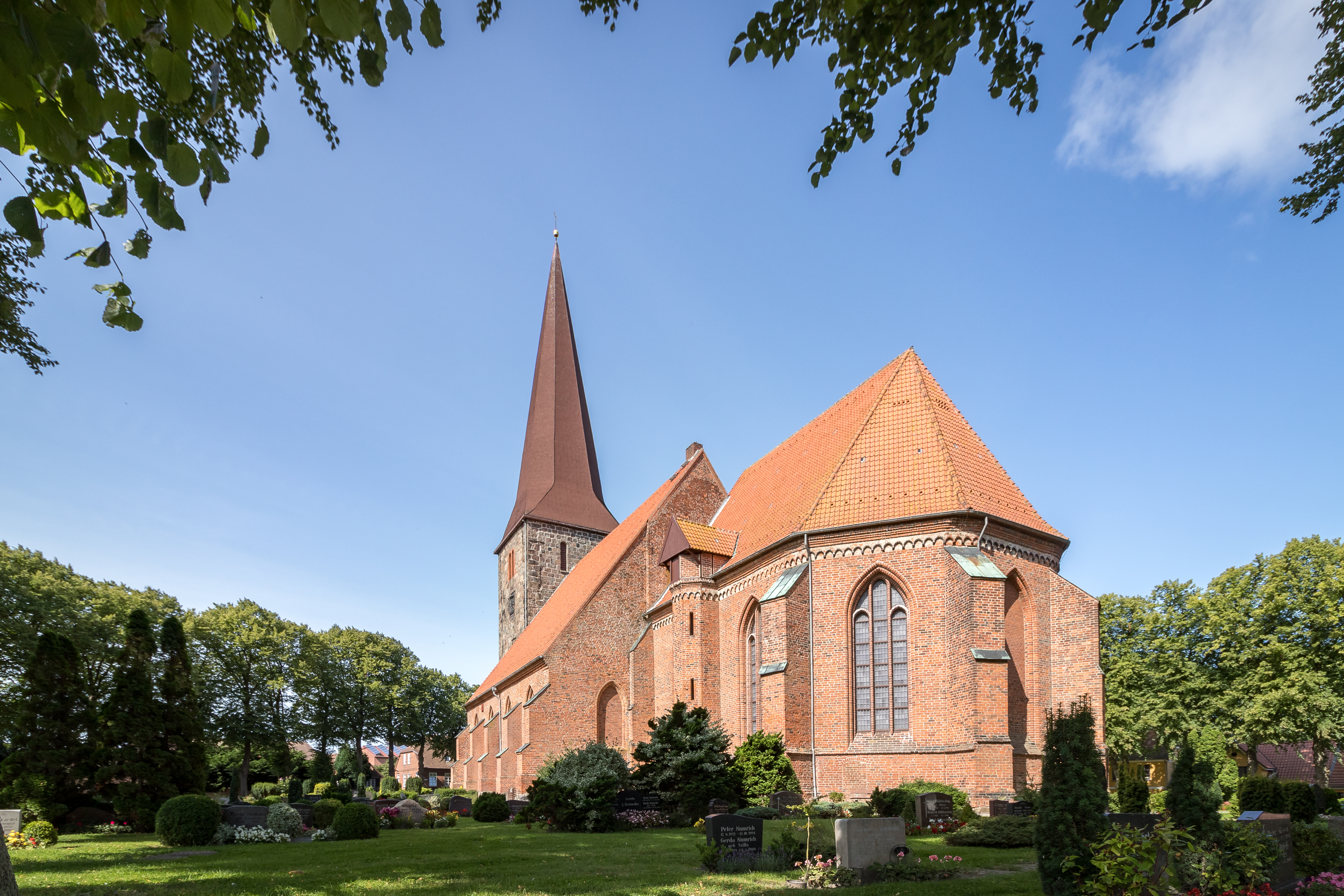
St.-Johannis-Kirche in Petersdorf auf Fehmarn

Die St.-Johannis-Kirche ist die evangelisch-lutherische Pfarrkirche des Westerkirchspiels auf Fehmarn.

## Geschichte

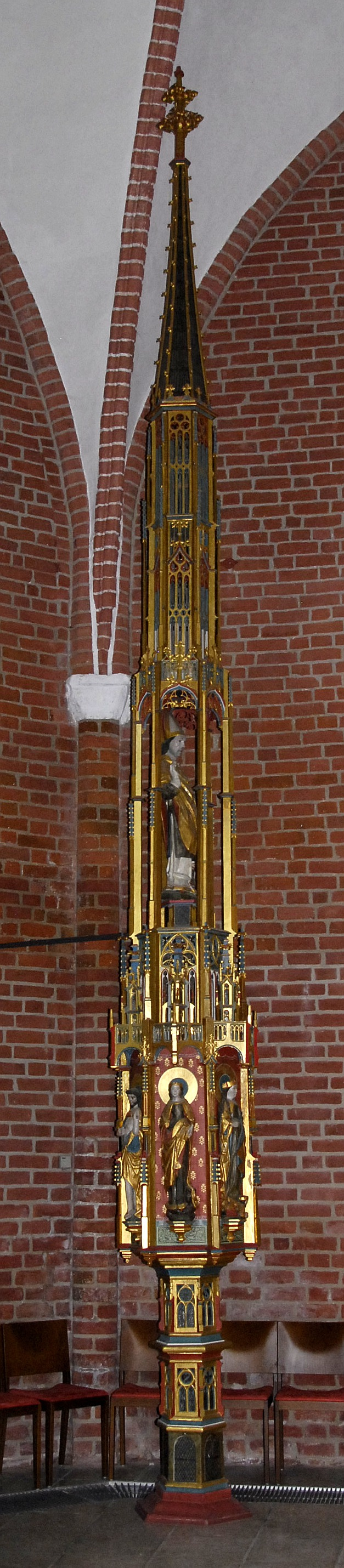
Sakramentsturm

Die St.-Johannis-Kirche von Petersdorf wurde im ersten Drittel des 13. Jahrhunderts zunächst als zweischiffige Kirche im spätromanischen Stil erbaut. Um 1300 sollte sie zu einer vierschiffigen Kirche erweitert werden. Realisiert wurden das Südschiff und ein ebenfalls gotischer Chorraum.
„Die ganz altertümliche Kirche verfiel 1856 einer höchst barbarischen Restauration“. Ursprünglich war die Kirche wie die Nikolaikirche in Burg und Petrikirche von Landkirchen innen weiß verputzt.

## Beschreibung

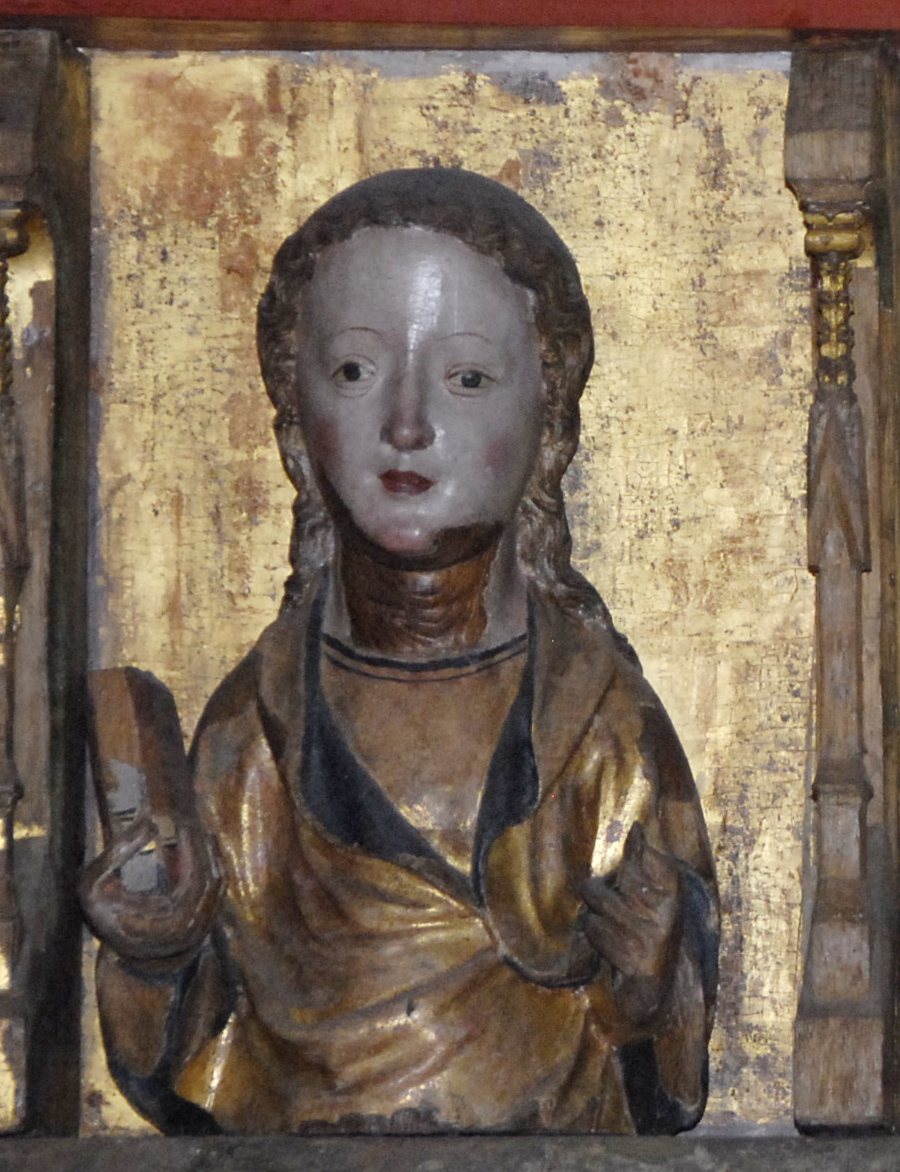
Frauenfigur aus dem Hauptaltar

Der 1567 erneuerte Kirchturm ist mit seinen über 60 Metern Höhe der höchste von Fehmarn. Weithin sichtbar dient es bis heute Seefahrern als Landmarke. Der Kirchhof um die Kirche ist umgeben von einem Ring Linden – 64 Bäume, die an den Deutsch-Dänischen Krieg von 1864 erinnern sollten.

## Ausstattung
Der Reichtum der Fehmarner Bauern zeigt sich in der reichen Ausstattung und den zahlreichen Epitaphien.
Das älteste Ausstattungsstück ist der Taufstein aus gotländischem Kalkstein aus der Erbauungszeit der Kirche. Er befindet sich heute in einer Art Taufkapelle im Südschiff, von dem man keinen Blick zum Altar hat. Über dem Taufstein hängt ein von einem segnenden Christus bekrönter, achteckiger Taufdeckel von 1779. Die Stifter, der Kämmerer Hans Lafrentz und seine Frau Anna geb. Mackeprang, gehörten zu den führenden Familien im Kirchspiel. Sie hatten den Deckel samt einem dazugehörenden und heute nicht mehr erhaltenen Gitter in Seeland herstellen lassen. Die Inschrift besagt außerdem, dass das Ehepaar auch Kanzel und Altar renovieren ließ.
Der Hauptaltar ist ein Retabel, das auf das letzte Jahrzehnt des 14. Jahrhunderts datiert wird und damit zu den ältesten Schnitzaltären in Norddeutschland zählt. In der oberen Reihe umgeben die zwölf Apostel Maria im Strahlenkranz. Die untere Reihe besteht aus 13 Büsten weiblicher Heiliger. Die ursprünglichen Gemälde auf den Außenseiten der Tafeln wurden 1702 ungeschickt übermalt. Der Altar hat große Ähnlichkeiten mit dem Grabower Altar in der Hamburger Kunsthalle. Er stammt möglicherweise ebenfalls aus der Werkstatt von Meister Bertram. 1772 wurde der mittelalterliche Altar durch einen von Hans Lafrentz gestifteten Barockaltar ersetzt.
Im Chorraum befindet sich das mit 8,7 m nach dem im Kloster Doberan größte erhaltene hölzerne Sakramentshaus Norddeutschlands. Es wird auf die Zeit nach 1460 datiert.
Eine seltene spätgotische Darstellung ist das Christkind unter einem Baldachin auf einem Kissen sitzend.
Die in „asketischer Herbheit“ gestaltete Triumphkreuzgruppe wird auf das Ende des 15. Jahrhunderts datiert.
Die Kanzel stammt aus der Reformationszeit und wurde mehrmals umgestaltet.
Das älteste der Epitaphien ist das von Jürgen Rauert, der 1633 mit 49 Jahren verstarb. Das Bild in einem Renaissancerahmen ist eine Kopie nach einem Kupferstich der Grablegung Christi von Hans von Aachen. Ein weiteres Epitaph ist nach demselben Vorbild gestaltet.